# Sweetie (film, 1989)
Pour les articles homonymes, voir Sweetie.
Pour plus de détails, voir Fiche technique et Distribution.
Sweetie est un film australien de Jane Campion, sorti en 1989.

## Synopsis
La vie remplie d'angoisse d'une jeune femme névrosée, Kay, est bouleversée par la venue de sa sœur anticonformiste et un peu folle, Dawn, surnommée Sweetie par sa famille.

## Fiche technique
- Titre original : Sweetie
- Réalisation : Jane Campion
- Scénario : Gerard Lee et Jane Campion
- Musique : Martin Armiger (en)
- Photographie : Sally Bongers
- Montage : Veronika Jenet
- Direction artistique : Peter Harris
- Création des costumes : Amanda Lovejoy
- Casting : Jane Campion
- Production :
  - Producteur : John Maynard
  - Coproducteur : Billy MacKinnon
- Société de production : Arenafilm, New South Wales Film Corp. et Television Office
- Société de distribution : Filmpac Distribution (Australie), Union générale cinématographique (1990) (France) et Splendor Films (2015) (France)
- Pays d'origine :  Australie
- Langue : anglais
- Genre : Comédie dramatique
- Durée : 97 minutes
- Dates de sorties : 
  - Canada : 10 septembre 1989 (Festival de Toronto)
  - Australie : 28 septembre 1989
  - France : 17 mai 1989 (festival de Cannes) ; 3 janvier 1990 (sortie nationale)

## Distribution
- Genevieve Lemon : Dawn « Sweetie »
- Karen Colston : Kay
- Tom Lycos : Louis
- Jon Darling : Gordon
- Dorothy Barry : Flo
- Michael Lake : Bob
- Andre Pataczek : Clayton
- Jean Hadgraft : Mme Schneller
- Paul Livingston (en) : Teddy Schneller
- Louise Fox : Cheryl
- Ann Merchant : Paula
- Robyn Frank : Ruth
- Bronwyn Morgan : Sue
- Sean Fennell : Boy Clerk
- Sean Callinan : Simboo
- Norm Galton : Notary
- Warren Hensley : Man Handshaker
- Regina Heilmann : Girl
- Charles Abbott : Meditation Teacher
- Diana Armer : Melony
- Barbara Middleton : Clayton's Mom
- Emma Jane Fowler : Little Sweetie
- Irene Curtis : Mandy
- Ken Porter : Lead Jackaroo
- John F. Hughes : Jackaroo
- Alan Close : Jackaroo
- Marc Colombani : Jackaroo
- Geoff Shera : Jackaroo
- Andrew Traucki : Jackaroo
- Norman Phillips : Nosey Neighbour
- Shirley Sheppard : Nosey Neighbour
- Ben Cochrane : Boy in Tree
- Kristoffer Pershouse : Boy in Tree
- Larry Brand : Sweetie's Funeral
- Cedric McLaughlan : Sweetie's Funeral
- Doug Ramsey : Sweetie's Funeral
- Bruce Currie : Man with a Saw

## Distinctions
- Prix du meilleur scénario à l'Institut du film australien en 1989.
- Independent Spirit Award en 1991.